# Serena Capital
Serena Capital est une société de gestion de fonds créée en 2008 par trois entrepreneurs.

## Historique
Créée en 2008 par Marc Fournier, Philippe Hayat et Xavier Lorphelin, Serena Capital est une structure d’investissement.
En janvier 2017, Xavier Lorphelin s'entoure de Bertrand Diard (président de Tech In France et fondateur de Talend), Sylvain Gauthier (CEO d’Easy Vista) et Jamal Labed (COO d’Easy Vista et ancien président de Tech In France) pour lancer Serena Data Ventures, un fonds d'investissement européen dédié aux startups du big data et de l'intelligence artificielle. Ses partenaires sont ALLIANZ, BNP Paribas, Bpifrance, MACSF, MAIF.

## Participations
En septembre 2013, Serena Capital crée un nouveau fonds pour les start-ups de 100 millions d'euros. Après avoir clos fin 2014 le fond Serena II à 133M€, et le fonds Serena Data Ventures à 70 millions d'€, la société dispose désormais de trois fonds de plus de 290M€ au total. 
Les participations de Serena Capital sont réparties, entre autres, entre les sociétés suivantes : Melty, Allo-Media, Alkemics, Descartes Underwriting, Lifen et Privateaser.